# مدنية بلا شوارع
مدنية بلا شوارع (باليابانية: 道のない街، بالروماجي: Michi no Nai Machi)
(بالإنجليزية: The Town Without Streets)‏ هي مانغا يابانية من تأليف ورسم جونجي إيتو، نشرت من قبل أساهي سونوراما في مجلة هالوين الشهرية، منذ عام 1990 حتى 1993. تم تجمع فصول المانغا من قبل أساهي سونوراما في مجلد تانكوبون، نشر عام أغسطس هام 1998. هذه المانغا هي المجلد الحادي عاشر من مجموعة جونجي إيتو.

## القصة
- مدينة بلا شوارع (باليابانية: 道のない街، بالروماجي: Michi no Nai Machi)

تدور أحداث القصة عن سايكو التي تبدأ في رؤية أحلام رومانسية عن صبي في فصلها اسمه كيشيموتو، تخبرها صديقتها أن كيشيموتو قد استخدم نظرية أرسطو لجعل سايكو تقع في حبه، اقتحام غرفتها في الليل والهمس في أذنها لزرع حبه في قبلها. لم تصدق سايكو ذلك حتى أخبرها شقيقها أنه سمع صوت صبي في غرفتها. في تلك الليلة رأت في حلمها كيشيموتو يعطيها خاتم، ولكن قتله رجل بسكين أطلق على نفسه اسم جاك السفاح. عندما تستيقظ تجد صندوق مجوهرات فارغ بجانبها، وتم العثور على كيشيموتو مقتول الشارع في ذلك اليوم. تبدأ عائلة سايكو بالتصرف بشكل غريب تجاهها، ويقومون باستمرار بحفر ثقوب في جدران وسقف غرفتها للتجسس عليها، قررت سايكو السافر إلى المدينة التي تعيش فيها عمتها للعيش معها، لكنها لا توجد حافلات أو سيارات أجرة، سرعان ما تكتشف أن الطرق مغلقة تمامًا بالمباني الخشبية، وأن جميع الناس في المدينة يرتدون أقنعة غريب.
- افتقدتة من مدة قريبة! (باليابانية: 異常接近！، بالروماجي: Ijou Sekkin!)

- خريطة الطريق (باليابانية: 地図の町، بالروماجي: Chizu no Machi)

- قرية صفارات الإنذار (باليابانية: サイレンの村، بالروماجي: Siren no Mura)

- انتقال طالب غامض (باليابانية: 超自然転校生، بالروماجي: Chōsizen Tenkōsei)